# Bondu
Bondu, ook wel Bondou genoemd, was een historisch rijk, gelegen in het huidige West-Afrikaanse land Senegal. Later werd het een Frans protectoraat, ingelijfd in de Franse kolonie Senegal. Het oude rijk is gelegen tussen de rivier Falémé in het oosten en de bovenloop van de Gambiarivier in het zuidwesten.

## Beschrijving
De Falémérivier vormde de grens tussen Bondu en het oostelijk gelegen rijk Bambouk. De zuidelijke grens was de bovenloop van de rivier de Gambia en de bovenloop van de rivier Sandougou Bolong vormde de grens met het westelijk gelegen rijk Wuli. 
Het kleine rijk bestaat uit een verhoogd plateau, met heuvels in de zuidelijke en centrale delen. De heuvels zijn niet zo vruchtbaar en begroeid met kreupelhout, maar de lagergelegen delen zijn vruchtbaar en begroeid met baobabs, tamarindes en verschillende nuttige fruitbomen. Het land wordt bevloeid door talrijke stroompjes, snelstromend in de regentijd, maar in het droge seizoen meestal uitgedroogd. Dergelijke stroompjes staan in dit deel van West-Afrika bekend als marigots. In het rijk werd boomwol, tabak en indigo verbouwd en ijzererts en goud gedolven.
De oorspronkelijke bewoners van het rijk waren voornamelijk Fula, hoewel er door de Mandingo handel werd gedreven. Zowel de religie als de wetten waren gebaseerd op de islam, hoewel de voorschriften van dat geloof niet strikt werden nageleefd.

## Geschiedenis

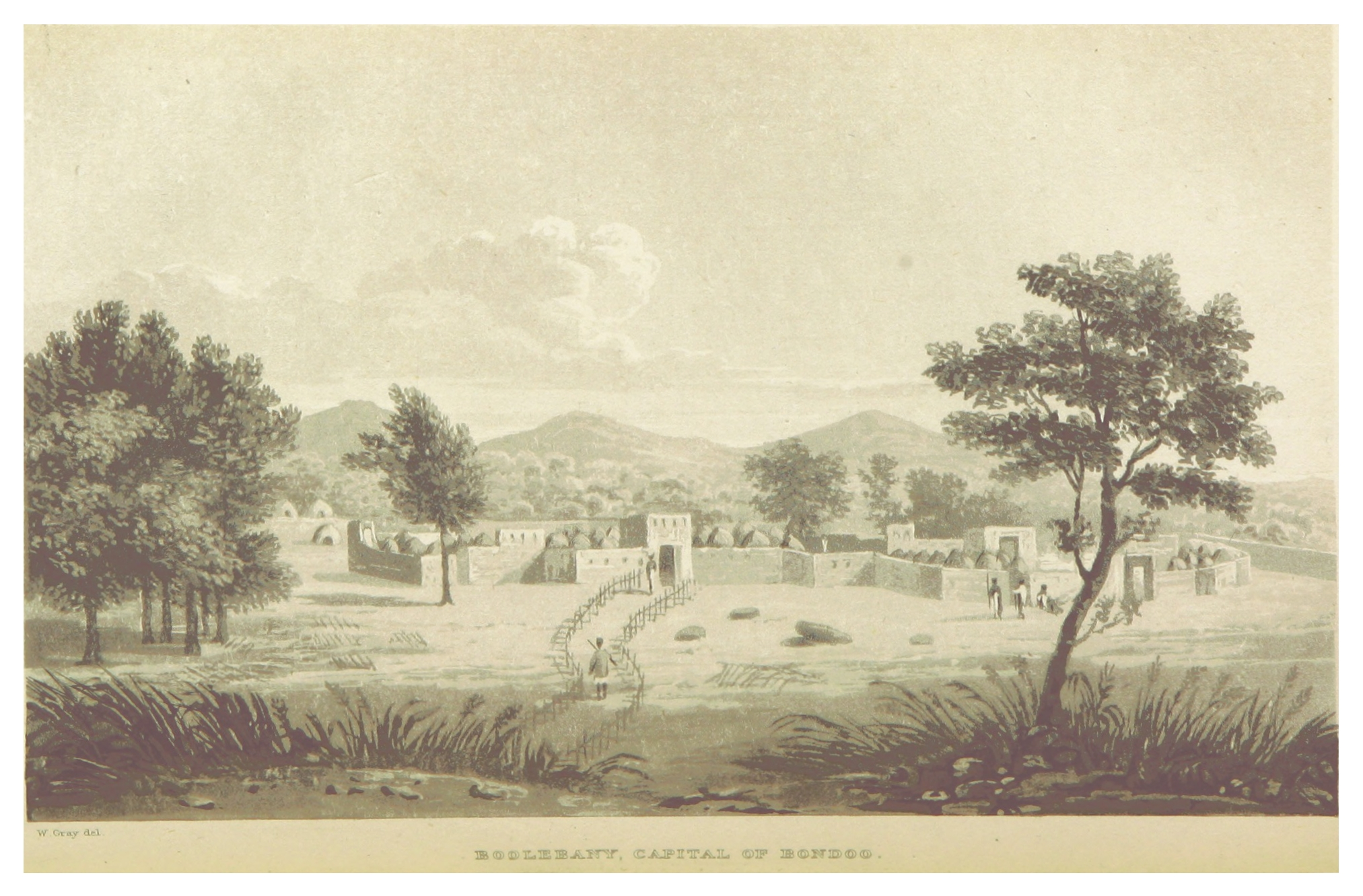
Uitzicht op de plaats Bulibani rond 1825

Tot de eerste helft van de 17e eeuw werd Bondu geregeerd door Mandéheersers. Hierna namen islamitische Fula het over, wat beschouwd wordt als de eerste van de Fula jihads in West-Afrika. Aan het eind van de 17e eeuw werd het rijk gesticht door Malik Sy. Het rijk werd geregeerd door een almamy, een militaire moslimleider.
De ontdekkingsreiziger Daniel Houghton is waarschijnlijk de eerste Europeaan die in 1791 door het land gereisd heeft. Hij reisde echter verder landinwaarts naar Ludamar en heeft er verder niets kenbaar over gemaakt. In het jaar 1795 heeft Mungo Park het rijk doorkruist tijdens zijn reis door West-Afrika. In zijn reisverslag Travels in the Interior of Africa geeft hij als eerste Europese reiziger een beschrijving van het rijk Bondu. Daarin staat vermeld dat de koninklijke zetel van de heersers gevestigd is in de plaats Fatteconda. In 1818 bezocht de Britse majoor William Gray het rijk, ook tijdens een reis met als doel het raadsel van de Niger op te lossen. Toen bevond zich de koninklijke residentie in Bulibani, een dorp met 1500 - 1800 inwoners en omringd door een sterke aarden wal.
In 1845 tekende de koning van Bondu een verdrag waarmee hij de Franse soevereiniteit erkende over zijn land. Het verdrag werd miskend door de inheemse bevolking, maar in 1858 kwam Bondu definitief onder Frans gezag. In 1905 werd Bondu door Frankrijk geannexeerd en opgenomen als een protectoraat in de Franse kolonie Senegal.
Aan het einde van 19e eeuw werd het aantal inwoners van Bondu op 30.000 geschat, voornamelijk Fula, maar ook Mandingo, Wolof en Soninke. De inwoners verbouwden gierst, rijst, indigo en katoen, produceerden katoenen stoffen en dreven een aanzienlijke handel. Dit omdat Bondu een belangrijk kruispunt was tussen het binnenland van West-Afrika en de kuststreken.